# Lista de consortes reais do Montenegro

Brasão do Reino de Montenegro

Esta é uma lista de consortes reais do Montenegro;

## Consortes do Montenegro

### Princesas do Montenegro
| Nome                                                        | Retrato | Nascimento                                                         | Cônjuge                                   | Morte                          |
| ----------------------------------------------------------- | ------- | ------------------------------------------------------------------ | ----------------------------------------- | ------------------------------ |
| Darinka Kvekić 12 de janeiro de 1855 – 13 de agosto de 1855 |         | 19 de dezembro de 1838 filha de Marko Kvekić e Jelisaveta Mirković | Daniel I 12 de janeiro de 1855 1 filha    | 2 de fevereiro de 1892 53 anos |
| Milena Vukotić 8 de novembro de 1860 – 28 de agosto de 1910 |         | 4 de maio de 1847 filha de Petar Vukotić e Jelena Vojvodić         | Nicolau I 8 de novembro de 1860 12 filhos | 16 de março de 1923 75 anos    |

### Rainhas do Montenegro
| Nome                                                        | Retrato | Nascimento                                                 | Cônjuge                                   | Morte                       |
| ----------------------------------------------------------- | ------- | ---------------------------------------------------------- | ----------------------------------------- | --------------------------- |
| Milena Vukotić 8 de novembro de 1860 – 28 de agosto de 1910 |         | 4 de maio de 1847 filha de Petar Vukotić e Jelena Vojvodić | Nicolau I 8 de novembro de 1860 12 filhos | 16 de março de 1923 75 anos |

## Pretendentes
| Nome                                                                  | Retrato | Nascimento                                                                                                | Cônjuge                                   | Morte                           |
| --------------------------------------------------------------------- | ------- | --- | ----------------------------------------- | ------------------------------- |
| Milena Vukotić 8 de novembro de 1860 – 28 de agosto de 1910           |         | 4 de maio de 1847 filha de Petar Vukotić e Jelena Vojvodić                                                | Nicolau I 8 de novembro de 1860 12 filhos | 16 de março de 1923 75 anos     |
| Juta de Mecklemburgo-Strelitz 2 de março de 1921 – 7 de março de 1921 |         | 24 de janeiro de 1890 filha de Adolfo Frederico V, Grão-Duque de Mecklemburgo-Strelitz e Isabel de Anhalt | Daniel 27 de julho de 1899 sem filhos     | 17 de fevereiro de 1946 56 anos |
| Geneviève Prigent 27 de janeiro de 1941 – 11 de agosto de 1949        |         | 4 de dezembro de 1919 filha de Francis Prigent e Blanche Victorine Eugénie Bitte                          | Miguel 27 de janeiro de 1941 1 filho      | 26 de janeiro de 1989 69 anos   |
| Francine Navarro 24 de março de 1986 – 6 de agosto de 2008            |         | 27 de janeiro de 1950 filha de Antoine Navarro e Rachel Wazana                                            | Nicolau 27 de novembro de 1976 2 filhos   | 6 de agosto de 2008 56 anos     |